# Możnowładztwo
Możnowładztwo – górna warstwa społeczna w feudalnym społeczeństwie średniowiecznym (najwyższa warstwa średniowiecznego rycerstwa zajmująca uprzywilejowaną pozycję w państwie). Obejmowała ona posiadaczy największych majątków ziemskich. Możnowładcy posiadali dostęp (często monopol) do najwyższych urzędów państwowych i kościelnych.
- W czasach panowania Bolesława Krzywoustego czołowymi możnowładcami byli m.in. palatyn Skarbimir z rodu Awdańców, kanclerz i biskup Michał Awdaniec.

- W czasach panowania Przemysła I w Wielkopolsce, czołową postacią był Mościc z Wielkiego Koźmina z rodu Ostoja, wojewoda poznański 1242–1252.

- W czasach panowania Władysława Łokietka czołowymi możnowładcami byli m.in. kasztelan krakowski Spicymir z Tarnowa (Spytko z Melsztyna) i archidiakon krakowski Jarosław z Bogorii i Skotnik (późniejszy arcybiskup gnieźnieński), wojewoda Mikołaj Bogoria.

- W czasach panowania jego syna Kazimierza Wielkiego obok dwóch wyżej wymienionych, czołową rolę pełnili także kanclerze krakowscy Zbigniew ze Szczyrzyca i Janusz Suchywilk oraz Jan z Buska. W latach sześćdziesiątych wzrosła pozycja podkanclerzego Królestwa Jana z Czarnkowa, Spytka z Melsztyna i Dobiesława Kurozwęckiego, Otton z Pilczy, Dymitr z Goraja.

- W czasach Ludwika Węgierskiego czołową rolę pełnili, obok Dobiesława Kurozwęckiego także Jan Radlica, Sędziwój z Szubina, Domarat z Pierzchna (było to czteroosobowego kolegium, rządzące Polską w imieniu Ludwika Węgierskiego) oraz Zawisza Kurozwęcki, Dymitr z Goraja, Bodzęta (arcybiskup gnieźnieński), Jan Kmita (starosta krakowski), Sędziwój Świdwa.

- W czasach Władysława Jagiełły czołowe role pełnili m.in. Zbigniew Oleśnicki (kardynał), Mikołaj Zaklika z Międzygórza, Mikołaj Lanckoroński z Brzezia (zm. 1462), Jakub z Koniecpola, Mikołaj Kurowski, biskup Wojciech Jastrzębiec, Piotr Szafraniec, Jan Szafraniec (biskup), Jan ze Szczekocin, Wincenty Granowski, Sędziwój Ostroróg, Maciej z Łabiszyna, Dymitr z Goraja, Mikołaj z Bogorii (zm. 1388), Michał Awdaniec z Buczacza, Mikołaj Kornicz Siestrzeniec, Paweł Włodkowic, Jan Tarnowski (zm. 1409), Piotr Kmita (zm. 1409), Ścibor ze Ściborzyc i MIkołaj Szarlejski z rodu Ostoja, Dobrogost Świdwa Szamotulski.

- W czasach Kazimierza Jagiellończyka m.in. kardynał Zbigniew Oleśnicki, Jan z Tęczyna, Andrzej Tęczyński (zm. 1461), Zbigniew Tęczyński, Jan Taszka Koniecpolski, Jan Gruszczyński, Łukasz I Górka, Jan Kościelecki, Mikołaj Szarlejski z rodu Ostoja, Jakub z Sienna, Jan Rytwiański, Dziersław z Rytwian, Piotr Świdwa-Szamotulski.